# Constitution de l'Eswatini
Lire en ligne

Consulter

La Constitution de l'Eswatini est la loi fondamentale du Royaume de l'Eswatini.

## Précédentes Constitutions
Avant la Constitution actuelle, l'Eswatini eut plusieurs Constitution.
La Constitution du 6 septembre 1968 fut suspendue le 12 avril 1973 par un décret instaurant l’état d'urgence imposé par le roi Sobhuza II, le père du roi actuel Mswati III. Le décret donna le pouvoir absolu à la monarchie et bannit l'opposition politique au pouvoir royal.
Une nouvelle Constitution fut promulguée le 13 octobre 1978, mais elle ne fut pas présentée au peuple.
En 2001, le roi Mswati III nomma un Comité pour rédiger une nouvelle Constitution. Le document fut dévoilé en 2003 pour être soumis à commentaire, et fut fortement critiquée par la société civile de l'Eswatini, ainsi que par Amnesty International et d'autres organisations.
Un nouveau document fut présenté devant le Parlement, dont la position est consultative, le 4 novembre 2004. Le document est substantiellement le même que la version de 2003.

## Sources
- (en) Cet article est partiellement ou en totalité issu de l’article de Wikipédia en anglais intitulé « Politics of Swaziland » (voir la liste des auteurs).

## Compléments